# Johann Gustav Fischer
Pour les articles homonymes, voir Fischer.
Johann Gustav Fischer est un herpétologiste et ichtyologiste allemand né le 1er mars 1819 et mort le 27 janvier 1889. Diplômé en 1843 à Berlin, il travaille pour le musée d'histoire naturelle de Berlin.

## Taxon nommé en son honneur
- Kinyongia fischeri (Reichenow, 1887)
- Lygodactylus fischeri Boulenger, 1890
- Tropidodipsas fischeri Boulenger, 1894

## Quelques taxons décrits
- Adelphicos quadrivirgatum sargii (Fischer, 1885)
- Ahaetulla fasciolata (Fischer, 1885)
- Ameiva bifrontata divisa (Fischer, 1879)
- Ameiva chrysolaema regularis Fischer, 1888
- Atheris subocularis Fischer, 1888
- Brachymeles gracilis (Fischer, 1885)
- Brachymeles schadenbergi (Fischer, 1885)
- Calamaria grabowskyi Fischer, 1885
- Chilabothrus gracilis Fischer, 1888
- Chilabothrus striatus (Fischer, 1856)
- Ctenophorus isolepis (Fischer, 1881)
- Delma impar (Fischer, 1882)
- Dipsas alternans (Fischer, 1885)
- Enulius flavitorques unicolor (Fischer, 1881)
- Gastropholis Fischer, 1886
- Gastropholis vittata Fischer, 1886
- Hapsidophrys Fischer, 1856
- Hapsidophrys lineatus Fischer, 1856
- Hydrophis pachycercos Fischer, 1855
- Leptobrachium montanum Fischer, 1885
- Lerista bipes (Fischer, 1882)
- Lerista muelleri (Fischer, 1881)
- Liopholidophis varius (Fischer, 1884)
- Lycodon ruhstrati (Fischer, 1886)
- Meizodon Fischer, 1856
- Meizodon regularis Fischer, 1856
- Mesoscincus schwartzei (Fischer, 1884)
- Naultinus rudis (Fischer, 1881)
- Orthriophis taeniurus grabowskyi (Fischer, 1885)
- Oscaecilia polyzona (Fischer, 1880)
- Pachydactylus laevigatus Fischer, 1888
- Perochirus scutellatus (Fischer, 1882)
- Pseudoferania polylepis (Fischer, 1886)
- Pygopus nigriceps (Fischer, 1882)
- Rhamphiophis rubropunctatus Fischer, 1884
- Spalerosophis atriceps (Fischer, 1885)
- Taeniophallus bilineatus (Fischer, 1885)
- Takydromus wolteri (Fischer, 1885)
- Tomopterna monticola (Fischer, 1884)
- Toxicodryas pulverulenta (Fischer, 1856)
- Trioceros bitaeniatus (Fischer, 1884)
- Typhlonectes natans (Fischer, 1880)
- Urosaurus irregularis (Fischer, 1881)